# 斯泰波克 (巴拉克利亞市鎮)
49°34′32″N 36°50′30″E / 49.57556°N 36.84167°E
斯泰波克（羅馬化：Stepok）是位於烏克蘭東部哈爾科夫州伊久姆區巴拉克利亚市镇的村莊。該村始建於1922年，面積0.12平方公里，海拔高度128米，2001年人口22，人口密度每平方公里183.3人。